# Marsais-Sainte-Radégonde
Marsais-Sainte-Radégonde ist eine französische Gemeinde mit 526 Einwohnern (Stand: 1. Januar 2022) im Département Vendée in der Region Pays de la Loire. Sie gehört zum Kanton La Châtaigneraie (bis 2015 Kanton L’Hermenault) im Arrondissement Fontenay-le-Comte. Sie grenzt im Norden an Saint-Cyr-des-Gâts, im Osten an Bourneau, im Südosten an Sérigné, im Südwesten an L’Hermenault, im Westen an Saint-Martin-des-Fontaines und im Nordwesten an Saint-Laurent-de-la-Salle (Berührungspunkt).

## Bevölkerungsentwicklung
| Jahr      | 1962 | 1968 | 1975 | 1982 | 1990 | 1999 | 2008 | 2014 |
| --------- | ---- | ---- | ---- | ---- | ---- | ---- | ---- | ---- |
| Einwohner | 616  | 525  | 439  | 445  | 473  | 480  | 505  | 552  |

## Sehenswürdigkeiten
- Château de la Baudonnière
- Château de Coudray
- Château de l’Évaudière
- Kirche Saint-Pierre im Ortsteil Marsais
- Kirche Sainte-Radégonde im Ortsteil Sainte-Radégonde-la-Vineuse
- Fontaine de la Céron
- Grand Fontaine
- Lavoir de Bourgneuf
- Lavoir de Dalencourt
- Lavoir de la Fosse-aux-Chiens
- Lavoir de la Gazellerie
- Romanische Brücke über die Smagne, die dort die Grenze zu Saint-Cyr-des-Gâts bildet